# Marchastel (Cantal)
Marchastel település Franciaországban, Cantal megyében. Lakosainak száma 132 fő (2022. január 1.). Marchastel Apchon, Cheylade, Lugarde, Riom-ès-Montagnes, Saint-Amandin és Saint-Saturnin községekkel határos.

## Népesség
A település népességének változása:
| Lakosok száma | 513  | 305  | 216  | 165  | 146  | 151  | 154  | 154  | 147  | 132  |
|               | 1968 | 1982 | 1990 | 2006 | 2013 | 2015 | 2017 | 2019 | 2020 | 2022 |